# Sprzężna zewnętrzna
Sprzężna zewnętrzna (conjugata externa) – w anatomii człowieka wymiar zewnętrzny miednicy, odległość między dołkiem poniżej wyrostka kolczystego V kręgu lędźwiowego, a górnym zewnętrznym brzegiem spojenia łonowego. Wynosi ona ok. 20 cm (20–21 cm). Sprzężną zewnętrzną mierzy się za pomocą miednicomierza.